# Tulpan
Tulpán es una comedia dramática kazaja del año 2008, dirigida por Serguéi Dvortsevoy.

## Premios y nominaciones
Esta película recibió 11 premios y 3 nominaciones, 10 de ellas en Kazajistán; recibió además dos nominaciones y un premio en Rusia y en Kirguistán:
- Ganadora del Prix Un Certain Regard en el Festival de Cannes de 2008.
- Ganadora, Best Feature Film, en el Montreal Festival of New Cinema (Festival du nouveau cinema) de 2008.
- Incluida en la lista de las películas de Kazajistán para el Óscar a la mejor película de habla no inglesa de 2009.
- Ganadora, Best Feature Film - Asia Pacific Screen Awards de 2008.[1]
- Nominada, Achievement in Directing - Asia Pacific Screen Awards 2008.
- Ganadora del Golden Puffin en el Reykjavík International Film Festival de 2008.
- Ganadora del Special Prize for Best Director en el East European Film Festival Cottbus de 2008.[2]
- Premio al Mejor Director en el Festival de Tokio.